# 麥克羅伯茨 (肯塔基州)
麥克羅伯茨（英語：McRoberts）是位於美國肯塔基州萊徹縣的一個人口普查指定地區。

## 人口
根據2020年美國人口普查的數據，麥克羅伯茨的面積為14.52平方千米，當中陸地面積為14.51平方千米，而水域面積為0.00平方千米。當地共有人口741人，而人口密度為每平方千米51.03人。